# 조셀린 라가르드
조셀린 라가르드(Jocelyne LaGarde, 1924년 ~ 1979년 11월 5일)는 타히티의 배우이다. 1966년 영화 《하와이》에서의 연기로 유명해졌다.

## 출연 작품
- 하와이 (1966)